# Shūnan
Shūnan (周南市?) è una città giapponese della prefettura di Yamaguchi.